# Rhodocybe
Rhodocybe es un género de hongos basidiomicetos perteneciente a la familia Entolomataceae. Las especies de este grupo producen setas de pequeño o mediano tamaño, cuya carne suele ser amarillenta, marrón grisácea o gris. También se caracterizan por producir esporadas de color rosado y, ocasionalmente, marrón grisáceo. Suelen presentar láminas decurrentes, muy adheridas al pie.

## Especies
- Rhodocybe albovelutina
- Rhodocybe antipoda
- Rhodocybe caelata
- Rhodocybe conchata
- Rhodocybe dingleyae
- Rhodocybe fallax
- Rhodocybe fuliginea
- Rhodocybe gemina
- Rhodocybe griseospora
- Rhodocybe hirneola
- Rhodocybe iti
- Rhodocybe maleolens
- Rhodocybe melleopallens
- Rhodocybe multilamellata
- Rhodocybe muritai
- Rhodocybe nitellina
- Rhodocybe piperata
- Rhodocybe popinalis
- Rhodocybe roseoavellanea
- Rhodocybe stangliana
- Rhodocybe truncata